# Mahavirahal
De Mahavirahal is de hoofdhal van een boeddhistische tempelcomplex. Het is daarmee het belangrijkste gebouw. In dit gebouw staat een Boeddhabeeld van Sakyamuni Boeddha. In elke grote boeddhistische tempel in China, Korea, Vietnam en Japan is een Mahavirahal te vinden. Hier wordt geofferd aan de Boeddha.
De naam Mahavira is Sanskriet voor "grote heldhaftige". Het is een van de namen van Sakyamuni Boeddha. Hij was een grote heldhaftige door zijn grote wijsheid. De Mahavirahal heeft niets te maken met Mahavira van het jaïnisme.
In Japan gebruikt men de namen 'gouden hal' (金堂, kondo), 'hoofdhal' (本堂, hondo) of  'Boeddha-hal' (仏殿, butsuden).

## Anderen die vereerd worden
In de Mahavirahal staat naast het beeld van Sakyamuni Boeddha op het hoofdaltaar meestal ook beelden van andere Boeddha's en Bodhisattva's. Hierin kan men drie hoofdsoorten onderscheiden:
- Huayan: Sakyamuni Boeddha, Manjusri en Samantabhadra
- Suopo: Sakyamuni Boeddha, Guanyin en Ksitigarbha
- Sanfang: Sakyamuni Boeddha, Amitabha Boeddha en Bhaisajyaguru Boeddha/Akshobhya Boeddha

De laatste hoofdsoort komt men meestal tegen in tempels die het Zuiver Land-boeddhisme aanhangen.